# Self Satisfaction II
Self Satisfaction II é o 20º álbum de estúdio de Masami Okui. Foi lançado em 2 de fevereiro de 2011 pela evolution e possui 12 faixas.

## Produção
Este é o oitavo álbum que Okui lança por sua própria gravadora, a evolution. É um álbum composto por covers de músicas que ela compôs para outros artistas, seguindo o exemplo de seu predecessor Self Satisfaction.
Um show foi organizado para promover o álbum, a ser realizado em Shibuya O-East em 13 de março, mas foi adiado por causa do sismo e tsunâmi de Tohoku em 2011.

## Recepção
O álbum ficou na 113ª posição no Oricon Albums Chart, na 95ª posição na Billboard Japan, e na 17ª na Tower Records.
O CD Journal disse que "é uma seleção de músicas que Okui realmente quis cantar, desde as que compôs às que apenas escreveu. A versão ao vivo de "DEAD OR ALIVE" é animada e confortável."

## Faixas
| N.º            | Título                                                                         | Letras         | Música          | Arranjo         | Duração |  |
| 1.             | "Cosmic Dance" (cover de JAM Project, de Super Robot Wars Z)                   | M. Okui        | M. Okui         | Junpei Fujita   | 6:27    |  |
| 2.             | "Garden of Eden" (cover de Yuto Suzuki)                                        | M. Okui        | Monta           | MACARONI☆       | 3:12    |  |
| 3.             | "Fates" (cover de Ui Miyazaki, de Night Wizard: Denial of the World)           | M. Okui        | Monta           | MACARONI☆       | 4:49    |  |
| 4.             | "Beloved" (cover de Tomoe Ohmi, de Final Approach 2: 1st Priority Portable)    | M. Okui        | M. Okui e Monta | Hideyuki Suzuki | 4:06    |  |
| 5.             | "Hi no Hana" (cover de Tomoe Ohmi, de Tomoe Ohmi no "Su"!)                     | M. Okui        | M. Okui         | Jun Ichikawa    | 6:19    |  |
| 6.             | "Still Love" (cover de Tomoe Ohmi)                                             | M. Okui        | M. Okui         | Hiroshi Uesugi  | 6:03    |  |
| 7.             | "DEAD or ALIVE" (cover de The Idolm@ster, de THE IDOLM@STER STATION!!!)        | M. Okui        | IMAJO           | IMAJO           | 3:44    |  |
| 8.             | "Happy Days" (cover de Tomoe Ohmi)                                             | M. Okui        | M. Okui e Monta | MACARONI☆       | 4:42    |  |
| 9.             | "GRADUATION" (cover de Eri Sendai, de Final Approach 2: 1st Priority Portable) | M. Okui        | Takago Azuma    | MACARONI☆       | 4:46    |  |
| 10.            | "Utakata" (cover de Tomoe Ohmi)                                                | M. Okui        | M. Okui         | J. Ichikawa     | 4:49    |  |
| 11.            | "KOHAKU" (cover de Mikuni Shimokawa, de Grenadier: Hohoemi no Senshi)          | M. Okui        | Toshiro Yabuki  | Kenjiro Sakiya  | 4:37    |  |
| 12.            | "Satisfaction" (cover de Ui Miyazaki, de Night Wizard The ANIMATION)           | M. Okui        | Monta           | MACARONI☆       | 3:40    |  |
| Duração total: | Duração total:                                                                 | Duração total: | Duração total:  | Duração total:  | 57:14   |  |